# Mölkky
Mölkky [ˈmœlkːy] (finnisch, dt. „holperig“) ist ein im Freien gespieltes finnisches Geschicklichkeitsspiel, bei dem mit einem Wurfholz, dem „Mölkky“, auf zwölf hochkant stehende Spielhölzer geworfen wird. Das Ziel des Spiels ist es, exakt fünfzig Punkte zu erreichen.

## Spielmaterial
Das Spiel besteht aus

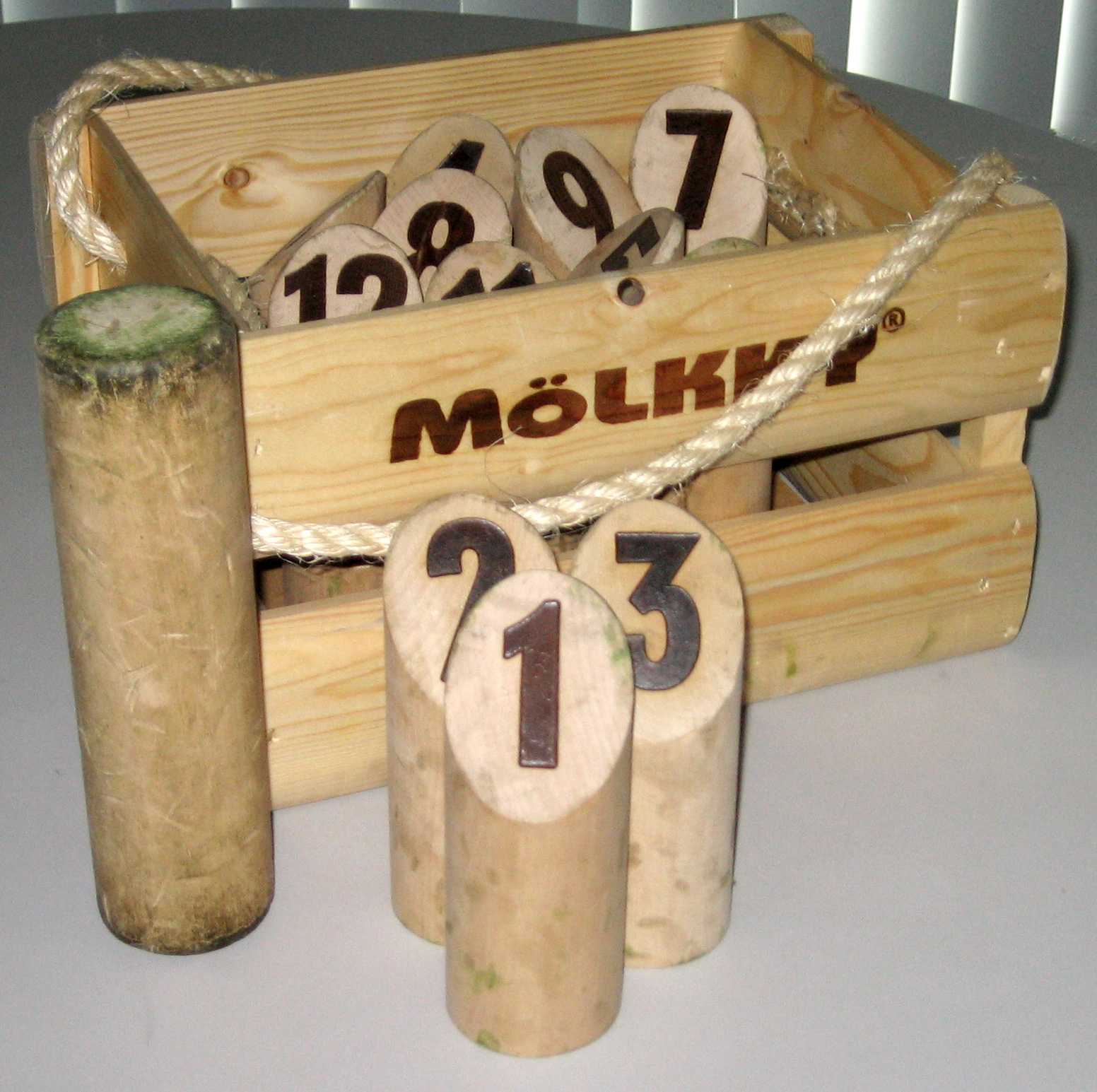
Bestandteile des Mölkkyspiels

- einem zylindrischen Wurfholz, Durchmesser von ca. 55 mm, Länge rund 250 mm
- zwölf zylindrischen Spielhölzern, Durchmesser von ca. 55 mm, Länge etwa 150 mm, schräge Oberseite mit den Zahlen von Eins bis Zwölf gekennzeichnet.[1]

## Regeln

Startaufstellung der Hölzer

Mölkky kann prinzipiell mit einer beliebigen Anzahl an Teilnehmern gespielt werden. Sinnvoll ist eine Teilnehmeranzahl zwischen drei und sechs Personen.
Zu Beginn des Spiels werden die zwölf Spielhölzer einander berührend in Form eines stumpfen Dreiecks aufgestellt, das mit seiner „niedrigen“ Spitze zur Wurflinie zeigt. Auch die angeschrägten Nummernflächen sind zur Wurflinie hin ausgerichtet, dabei ist eine bestimmte Reihenfolge der Nummerierung einzuhalten, die genaue Startaufstellung ist nebenstehend abgebildet. Die Wurflinie ist drei bis vier Meter – je nach gewünschter Schwierigkeit – von den vorderen Hölzern entfernt.
Nach jedem Wurf werden die Trefferpunkte nach folgendem Schema ermittelt, wobei als „gefallene Hölzer“ nur solche zählen, die nicht auf einem anderen oder dem Wurfholz aufliegen:
- Fällt nur ein Holz, erhält der Spieler so viele Trefferpunkte, wie das jeweilige Holz repräsentiert (einen bis zwölf).
- Fällt mehr als ein Holz, erhält der Spieler als Trefferpunkte die Anzahl der gefallenen Spielhölzer (zwei bis zwölf) – also unabhängig von den auf den Hölzern stehenden Zahlen.
- Fällt kein Holz, erhält der Spieler null Punkte und den Vermerk eines Fehlwurfes. Als Fehlwurf zählt ebenfalls ein Übertreten der Wurflinie. Drei Fehlwürfe in Folge führen zum Ausscheiden des Spielers bis zum Spielende.

Die Trefferpunkte jedes Spielers werden zu seinem bisherigen Punktestand addiert. Erreicht ein Spieler dabei exakt fünfzig Punkte, gewinnt er, und das Spiel ist beendet. Übersteigt dagegen die Addition die 50-Punkte-Marke, so wird der Punktestand auf 25 zurückgesetzt und regulär weitergespielt.
Zur Fortsetzung des Spiels werden nach jedem Wurf die gefallenen Hölzer an exakt der Stelle wieder aufgestellt, an der sie zum Liegen gekommen sind, und zwar in der Weise, dass sie zunächst auf den Fuß zurückgekippt und dann gegebenenfalls um die eigene Achse mit der Oberseitenschrägung zur Wurflinie hin gedreht werden. Dann wirft der nächste Spieler.

## Spielfeld

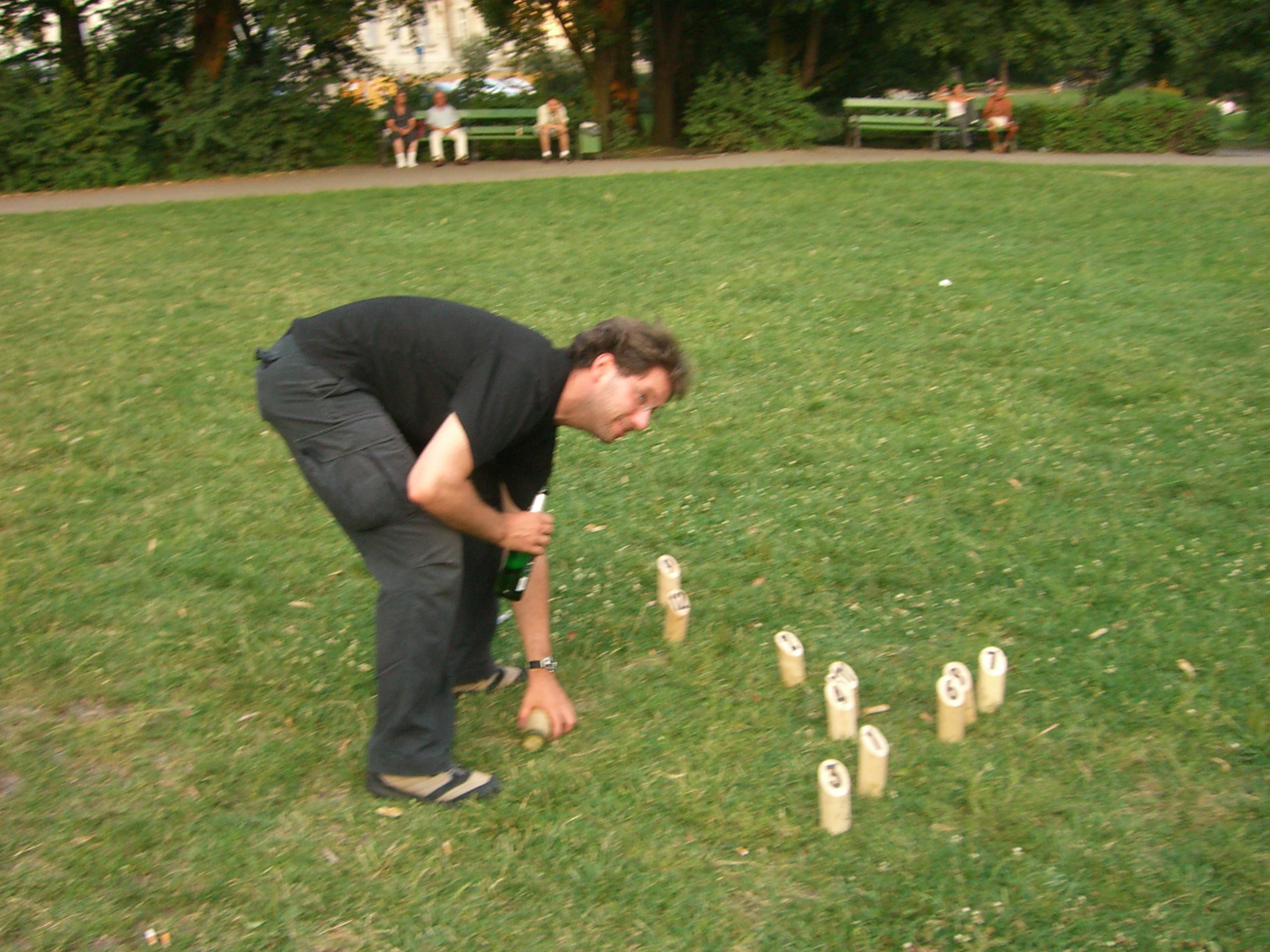
Spieler beim Aufheben des Wurfholzes

Das Spiel wird im Freien gespielt und bedarf einer größeren Freifläche, da sich das Spielfeld im Verlauf des Spieles erheblich ausdehnen kann. Zu Beginn wird zwar nur ein überschaubares Areal von ca. zwei mal drei Metern benötigt; da die gefallenen Spielhölzer jedoch an der Stelle wieder aufgestellt werden, an der sie nach dem Wurf liegen geblieben sind, ist eine Ausdehnung auf zehn mal fünfzehn Meter nicht außergewöhnlich. Ein spezielles Spielfeld ist nicht erforderlich, ein nicht zu fester Sandboden oder Rasen mit einer ebenen Fläche ist jedoch ideal für den Spielverlauf. Zwischen Spielhölzern und Wurflinie sollten etwa drei bis vier Meter liegen.

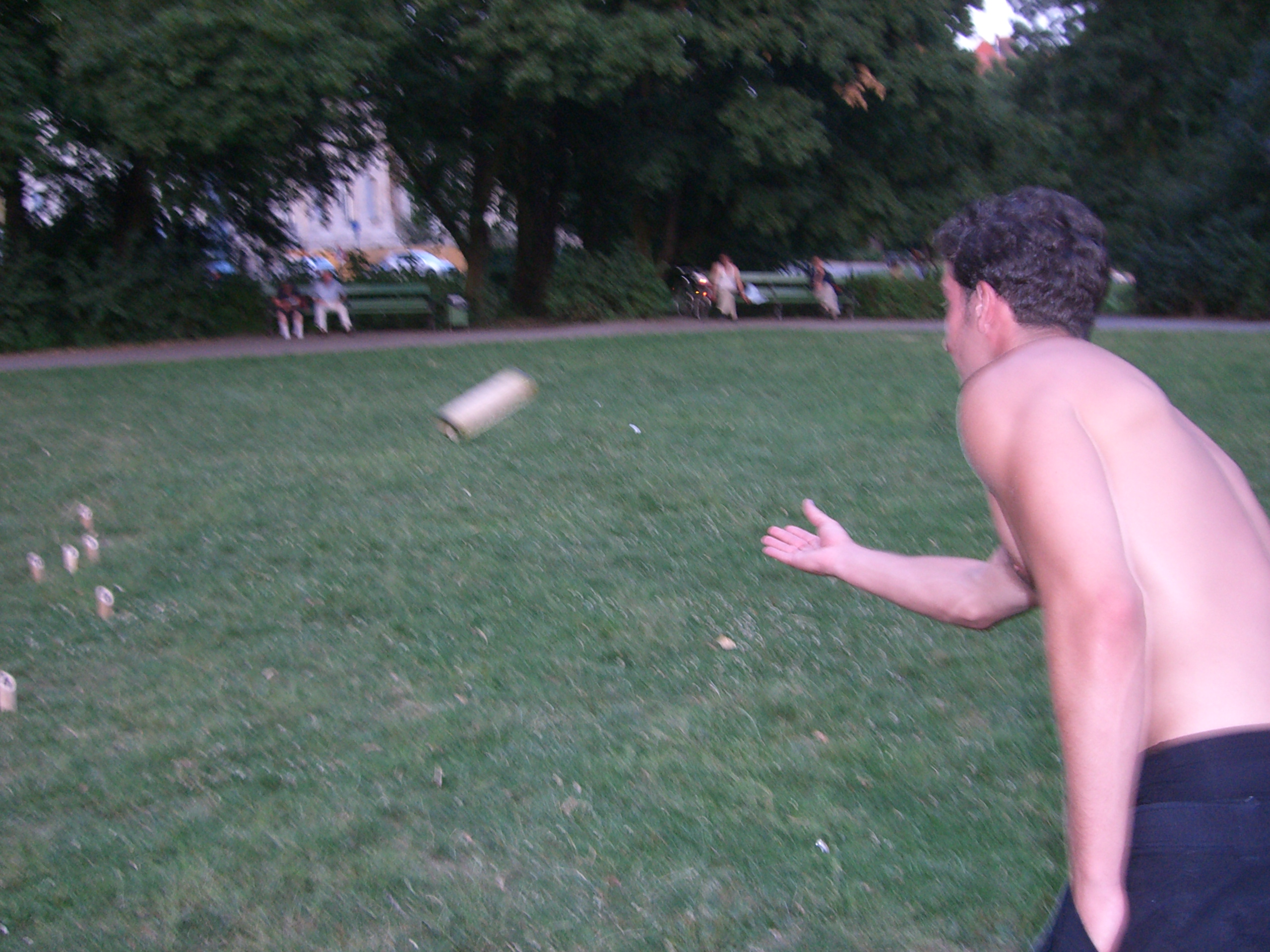
Spieler beim Werfen

## Wurftechnik
Der Wurf kann auf jede erdenkliche Weise, die dem Spieler sinnvoll erscheint, ausgeführt werden. Es bietet sich an, die Wurftechnik von Position und Entfernung der Spielhölzer abhängig zu machen, z. B. beim ersten Wurf das Wurfholz über den Oberarm hinweg zu werfen, da man so mehr Kraft entwickeln kann und die Spielhölzer somit weit verteilt, wohingegen gezieltere Distanzwürfe besser von unten schwingend ausgeführt werden. Es gibt auch keine Regel zum Griff des Wurfholzes, also ob er in einer Linie mit dem Unterarm oder quer dazu gehalten werden sollte. Auch das sollte von Wurf zu Wurf entschieden werden.

## Mölkky in Deutschland
Seit 2008 richten die Nürnberger Pölkky Veikot (Nürnberger Pölkky-Brüder; NPV) und die Deutsch-Finnische Gesellschaft Nürnberg eine offene Deutsche Mölkky-Meisterschaft aus.

## Mölkky in Österreich
Im Jahr 2015 wurde in Innsbruck zum ersten Mal eine offene Österreichische Mölkky-Meisterschaft im Doppel ausgetragen, die im darauffolgenden Jahr erfolgreich wiederholt wurde. 2017 wurde der Austragungsort schließlich nach Wien verlegt, wo am 27. Mai 2017 das 1. „Wiener Steckal Werfen – Österreichische Mölkky-Meisterschaft“ im 3er-Team ausgetragen wurde.